# Supresija neprijateljske protuzračne obrane
Supresija neprijateljske protuzračne obrane (eng. "Suppression of Enemy Air Defenses" - SEAD) su akcije koje neko ratno zrakoplovstvo poduzima kako bi onesposobilo neprijateljske protuzračne projektile i topništvo, najčešće u prvim satima sukoba kako bi se smanjile prijetnje borbenim zrakoplovima na drugim zadaćama. SEAD zadaće su među najopasnijima, jer je cilj SEAD lovaca izazvati radarski zahvaćaj neprijateljskog radara. Kad se nađe u radarskom snopu, Wild Weasel lovci lansiraju projektile koji se navode upravo po radarskom signalu neprijatelja. Projektili su uglavnom AGM-88 HARM u oružanim snagam SAD-a te ALARM u Ujedinjenom Kraljevstvu.

Međutim, u SEAD zadaćama se može koristiti gotovo svako zrak-zemlja oružje, pogotovo ako meta nema radara. Tada se prvenstveno koriste pametne bombe, ili obične 'glupe' bombe u slučaju većeg broja dostupnih zrakoplova za zadatak. SEAD zadaće bitno smanjuju učinkovitost PZO sustava neprijatelja te tako smanjuju žrtve među sljedećim valovima napada koji obično ciljaju važne strateške mete. Treba napomenuti da su zemlje NATO-a jedine koje redovito izvršavaju SEAD zadaće prije većih bojnih djelovanja iz zraka.
Danas u službi NATO-a SEAD zadaće danas izvršava nekoliko tipova borbenih zrakoplova: F-16 Fighting Falcon, Panavia Tornado, Lockheed F-117, EA-6 Prowler i njegov budući nasljednik, EA-18 Growler. U Ruskim oružanim snagama ta zadaća je namijenjena jurišniku Suhoju Su-24, iako Rusija vrlo rijetko ima priliku vršiti SEAD zadaće.